# Grumman C-2 Greyhound
El Grumman C-2 Greyhound (‘galgo’ en inglés) es un avión bimotor de carga, diseñado para proporcionar apoyo logístico a los portaaviones de la Armada de los Estados Unidos, llevando cargas y pasajeros entre buques y tierra firme, misión conocida también como transporte de entrega a bordo (COD, por sus siglas en inglés). Se distingue por su amplio portón trasero para carga. 

## Desarrollo

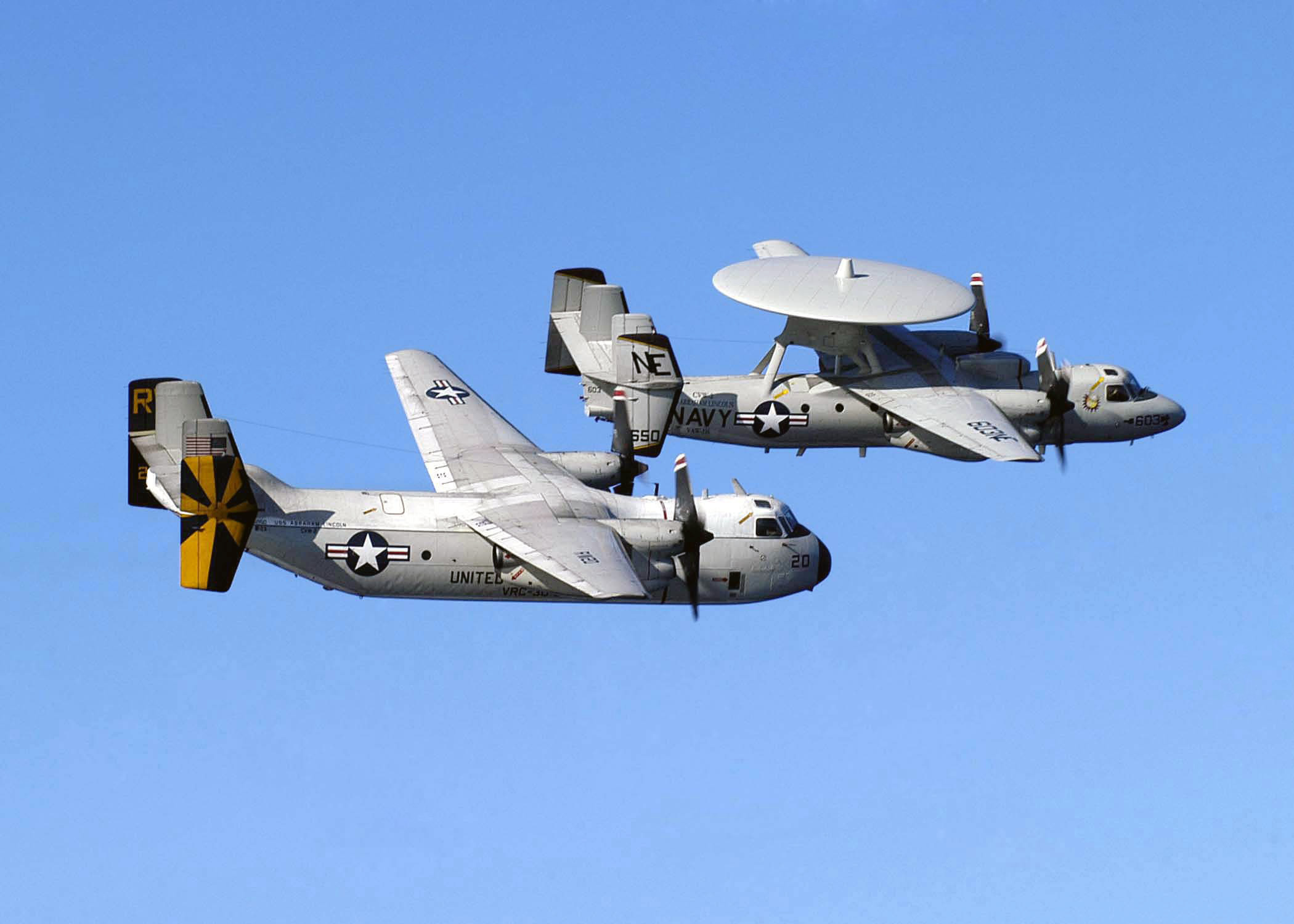
Un C-2A Greyhound y un E-2C Hawkeye volando juntos en 2005.

El C-2 Greyhound es un derivado del E-2 Hawkeye y reemplazó al C-1 Trader de motor de émbolo en el papel de avión de carga para entrega y transporte de personal a bordo de los portaaviones de la Armada estadounidense. 
El C-2 mantiene las mismas alas y los mismos motores del E-2 Hawkeye, pero tiene un fuselaje ampliado con una rampa de carga trasera. El primero de los dos prototipos voló en 1964 y la producción comenzó al año siguiente. El avión C-2A original fue remozado para extender su vida operativa en 1973.
Avión de carga militar de diseño bimotor de ala alta, ligero con alas rectas y plegables, para poder ser almacenado en los hangares de los portaaviones, con la función específica de transporte de carga, suministros, correo y personal al portaaviones, también puede transportar heridos y funcionar como avión ambulancia.
Tiene un tren de aterrizaje alto y reforzado para operar desde la cubierta del portaaviones, el tren delantero tiene dos ruedas y se repliega bajo la cabina de mando y el principal tiene solamente una rueda a cada lado y se guarda bajo los motores insertados en las alas. 
En 1984 se adjudicó un contrato por 39 aviones C-2A nuevos para reemplazar a los aparatos antiguos. Apodado como Reprocured C-2A (C-2A(R), "C-2A Recomprado"), debido a la similitud con el original, el nuevo avión incluye mejoras sustanciales en el fuselaje y los sistemas de aviónica. Los antiguos C-2A fueron retirados en 1987, y el último de los nuevos modelos fue entregado en 1990. En 2010, todos los aviones recibieron importantes mejoras en su aviónica y nuevas hélices de ocho palas.
El C-2 Greyhound sólo ha estado en servicio en la Armada estadounidense, a excepción de los 16 días en los que un par de C-2 del escuadrón VCR-40 fueron alquilados a la marina francesa, ayudando a la intervención de la OTAN en Libia. Ambos aparatos se basaron en Toulon-Hyeres, llevando suministros al portaaviones Charles de Gaulle, que navegaba frente a Libia.

## Variantes

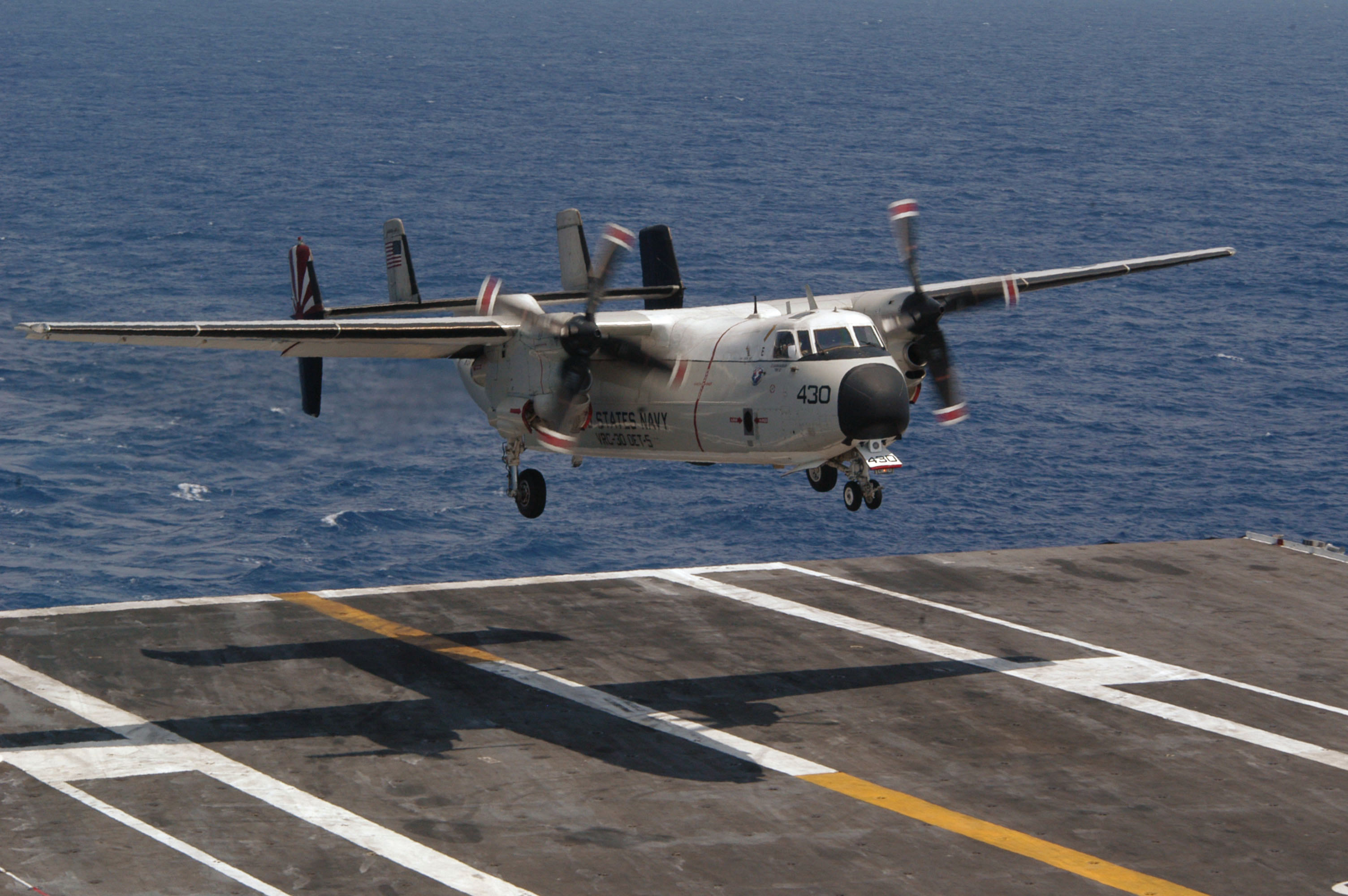
Un C-2A realizando un apontaje en el portaaviones USS Kitty Hawk (CV-63).

YC-2A
Prototipos, dos convertidos desde E-2A Hawkeye con fuselaje rediseñado.
C-2A
Variante de producción, 17 construidos.
C-2A(R)
Reprocured C-2A ("Recomprados") con sistemas mejorados, basado en la variante E-2C, 39 construidos.

## Operadores
Estados Unidos
- Armada de los Estados Unidos
  - VAW-120
  - VRC-30
  - VRC-40
  - VRC-50

## Especificaciones (Reprocured C-2A)
Referencia datos: U.S. Navy

### Características generales
- Tripulación: Cuatro (dos pilotos y dos especialistas de carga)
- Capacidad: 26 pasajeros/12 pacientes en camilla/4536 kg (10 000 lb) de carga
- Longitud: 17,3 m (56,8 ft)
- Envergadura: 24,6 m (80,6 ft)
- Altura: 4,8 m (15,8 ft)
- Superficie alar: 65 m² (699,7 ft²)
- Perfil alar: raíz: NACA 63A216; punta: NACA 63A414[7]
- Peso vacío: 15 307 kg (33 736,6 lb)
- Peso cargado: 22 405 kg (49 380,6 lb)
- Peso máximo al despegue: 27 216 kg (59 984,1 lb)
- Planta motriz: 2× turbohélice Allison T56-A-425.
  - Potencia: 3400 kW (4688 HP; 4623 CV) cada uno.
- Hélices: UTC Aerospace Systems NP2000 de ocho palas

### Rendimiento
- Velocidad máxima operativa (Vno): 635 km/h (395 MPH; 343 kt) a 3658 m (12 000 pies)
- Velocidad crucero (Vc): 465 km/h (289 MPH; 251 kt) a 8748 m (28 700 pies)
- Velocidad de entrada en pérdida (Vs): 152 km/h (94 MPH; 82 kt)
- Alcance: 2400 km (1296 nmi; 1491 mi) con 10 000 libras (4535,9 kg) de carga, o 1500 millas náuticas (2778,0 km) con carga ligera[8]
- Alcance en ferry: 3700 km con combustible interno[8]
- Techo de vuelo: 10 200 m (33 465 ft)
- Régimen de ascenso: 19 m/s (3740 ft/min) (a nivel del mar)
- Carga alar: 379 kg/m² (77,6 lb/ft²)

## Aeronaves relacionadas

### Desarrollos relacionados

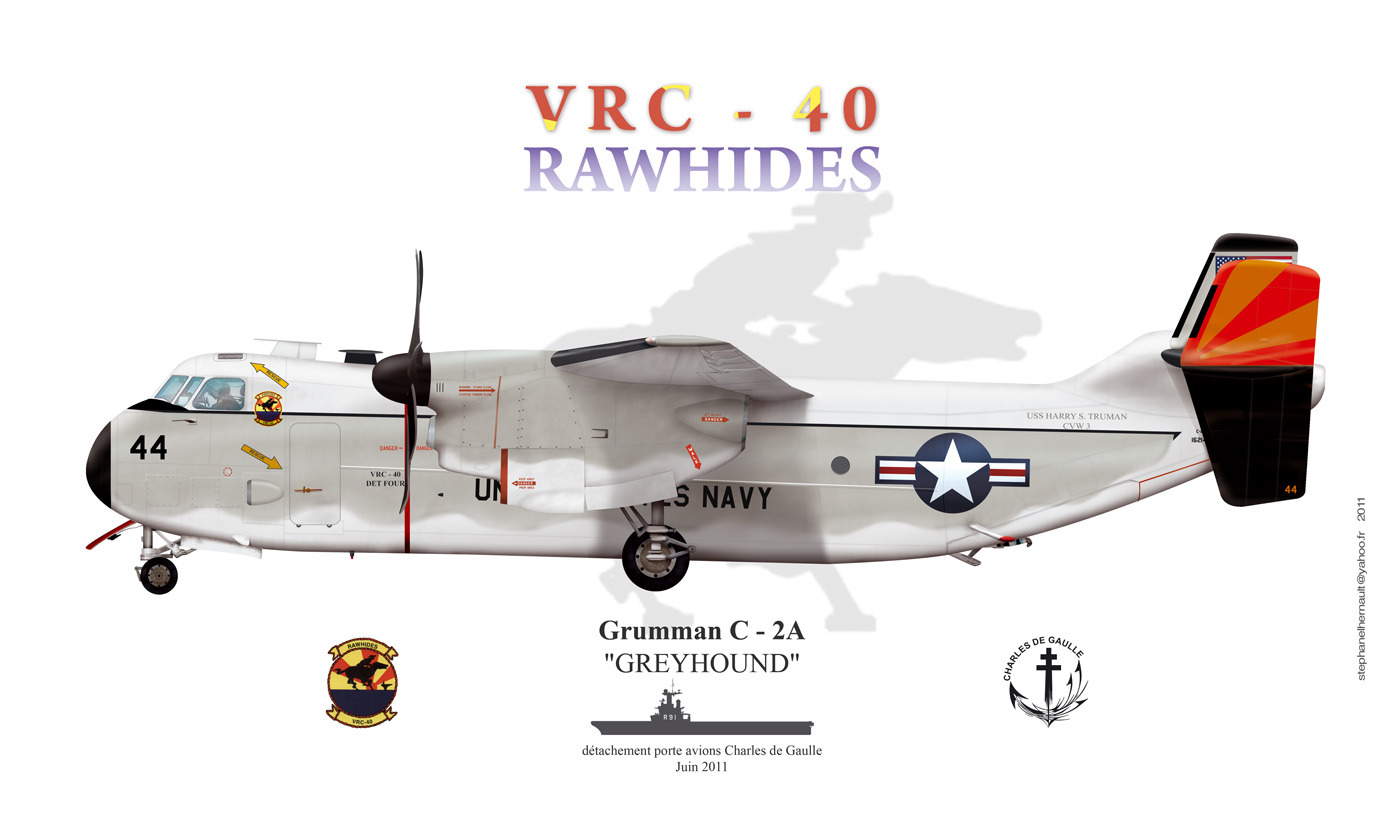
C-2A Greyhound del VRC-40 "Rawhides".

- Northrop Grumman E-2 Hawkeye

### Aeronaves similares
- Bell Boeing CMV-22 Osprey
- Grumman C-1 Trader
- Lockheed US-3 Viking
- Xian KJ-600

### Secuencias de designación
- Secuencia C-_ (Aviones de Carga estadounidenses, 1962-presente): C-1 - C-2 - C-3 - C-4 - C-5 →